# Assassinats en tous genres
Pour plus de détails, voir Fiche technique et Distribution.
Assassinats en tous genres (The Assassination Bureau) est un film britannique d'aventures rocambolesques et d'humour noir, réalisé par Basil Dearden, sorti en 1969. Il s'agit de l'adaptation du roman inachevé Le Bureau des assassinats de Jack London, complété par Robert L. Fish.

## Synopsis
Une journaliste débutante, persuadée de tenir un scoop, enquête sur une mystérieuse société secrète internationale appelée « le bureau de l'assassinat » qui s'avère être un précurseur, censé agir dans les années 1910, du « Spectre » que Ian Fleming mettra en scène dans les années qui suivent la Seconde Guerre mondiale dans sa série de romans des James Bond.

## Fiche technique
- Titre original : The Assassination bureau
- Titre français : Assassinats en tous genres
- Réalisation : Basil Dearden
- Scénario : Michael Relph d'après le roman inachevé Le Bureau des assassinats de Jack London, complété par Robert L. Fish
- Musique : Ron Grainer
- Direction artistique : Roy Forge Smith et Frank White
- Décors : Michael Relph
- Costumes : Beatrice Dawson
- Photographie : Geoffrey Unsworth
- Montage : Teddy Darvas
- Production : Michael Relph
- Sociétés de production : Heathfield ; Paramount Pictures (coproduction)
- Société de distribution : Paramount Pictures
- Pays d'origine :  Royaume-Uni
- Langue originale : anglais
- Format : couleur - Mono - 35 mm - 1.85:1
- Genre : Aventure, comédie noire
- Durée : 110 minutes
- Dates de sortie :
  - Royaume-Uni : 10 mars 1969 (avant-première mondiale à Londres) ; 21 mars 1969 (sortie nationale)
  - France : 23 avril 1969

## Distribution
- Oliver Reed (VF : Bernard Woringer) : Ivan Dragomiloff, président des Assassins
- Diana Rigg (VF : Michèle Montel) : la journaliste Sonya Winter
- Telly Savalas (VF : André Valmy) : Lord Bostwick, vice-président des Assassins
- Curd Jürgens (VF : lui-même) : le général von Pinck, membre allemand des Assassins
- Philippe Noiret (VF : lui-même) : Henri Lucoville, membre français des Assassins
- Vernon Dobtcheff (VF : Philippe Dumat) : baron Egon Muntzoff, membre russe des Assassins
- Annabella Incontrera (VF : Nathalie Nerval) : Eleanora Spado, épouse de Cesare et empoisonneuse
- Warren Mitchell (VF : Roland Ménard) : Herr Weiss
- Clive Revill : Cesare Spado, membre italien des Assassins
- Beryl Reid : Rosalie Otero
- Kenneth Griffith : Popescu, membre roumain des Assassins
- Katherine Kath (VF : Paule Emanuele) : Mme Lucoville
- George Coulouris (VF : Philippe Dumat) : le paysan suisse à énorme barbe pris pour Ivan
- Jess Conrad (VF : Bernard Murat) : Angelo
- Eugene Deckers (VF : Georges Aubert) : le réceptionniste de La Belle Amie (non crédité)
- Roger Delgado : membre du bureau

## Production
Le tournage a lieu en janvier 1968. Un dirigeable militaire est aussi utilisé. Les lieux de tournage sont les jardins de Kensington, la Cour royale de justice à Londres, le site de Black Park (en) à Wexham, les studios de cinéma de Pinewood dans le comté du Buckinghamshire en Angleterre, mais aussi Zurich en Suisse, Paris en France, Venise en Italie, Vienne en Autriche et le château fort de Karlstein en Tchécoslovaquie à l'époque, censé, dans le film, se trouver en Ruthénie, pays fictif mais dont le nom désigne en réalité plusieurs régions historiques d'Europe.